# Квітелашвілі Моріс Михайлович
Моріс Михайлович Квітелашвілі (груз. მორის ყვითელაშვილი; рос. Морис Михайлович Квителашвили, 17 березня 1995 року) — російсько-грузинський фігурист, який представляє Грузію. Він є бронзовим призером чемпіонату Європи 2020 року, дворазовим срібним призером Кубка Ростелеком (2018, 2020), чемпіоном CS Golden Spin з Загреба 2017 року та чемпіоном Грузії 2018 року.
Представляючи Росію, він став бронзовим призером CS Mordovian Ornament 2015 року, а на юніорському рівні — бронзовим призером JGP Чехії 2013 року та бронзовим призером національної збірної Росії серед юніорів 2014 року.
На зимових Олімпійських іграх 2018 року посів 24 місце.

## Особисте життя
Квітелашвілі народився 17 березня 1995 року в Москві, Росія. Його мати, колишня фігуристка, та батько родом із Тбілісі, Грузія.
Станом на 2018 рік — студент Російського державного університету фізичного виховання, спорту, молоді та туризму в Москві.

## Спортивна кар'єра

### Перші роки
Квітелашвілі почав вчитися кататися на ковзанах у 2000 році. Його першим тренером була Олена Проскуріна в ЦСКА.
Він посів чотирнадцяте на юніорському чемпіонаті Росії 2011 року та вісімнадцяте на юніорському чемпіонаті Росії в 2012 році. На його першому міжнародному змаганні на юніорську рівні, NRW Trophy 2012 року, він виграв бронзову медаль.

### Сезон 2013—2014
У 2013 році Квітелашвілі був обраний для участі в Гран-прі ISU Junior (JGP), який відбувся у вересні в Кошицях, Словаччина. Він посів четверте місце, уступивши бронзовому призеру Михайлі Коляді 1,62 бали. Наступного місяця він виграв бронзову медаль на змаганнях JGP в Остраві, Чехія, набравши на 17,76 бала менше, ніж срібний призер Олександр Петров, і на 16,7 більше, ніж переможець Даніель Самохін. Його міжнародний дебют відбувся в грудні на Зимовій Універсіаді 2013 року в Тренто, Італія, де він закінчив змагання на п'ятому місці.

### Сезон 2014—2015: дебют Гран-прі
Дебютувавши в ISU Challenger Series (CS), Квітелашвілі посів п'яте місце на змаганнях Lombardia Trophy у вересні 2014 року.
У листопаді брав участь у першому в його кар'єрі етапі Гран-прі (GP) для дорослих - Кубку Ростелекому 2014, замінивши травмованого Коляду. Він посів дванадцяте місце.
Після восьмого місця на чемпіонаті Росії 2015 року він отримав місце в збірній Росії та путівку на свою другу зимову Універсіаду, що відбулася в лютому 2015 року в Гранаді, Іспанія. У підсумку він фінішував сьомим.

### Сезон 2015—2016:  останні змагання за збірну Росії
Квітелашвілі виграв бронзову медаль на CS Mordovian Ornament 2015 в Саранську, Росія. Він фінішував дванадцятим на своєму єдиному етапі Гран-прі, Кубку Китаю 2015 року. У грудні 2015 року він посів п'яте місце у CS Golden Spin у Загребі, і дванадцяте на чемпіонаті Росії.
У травні 2016 року він подав запит до російської федерації фігурного катання на перехід до збірної Грузії.

### Сезон 2016—2017: перший сезон виступів за Грузію
У грудні 2016 року Квітелашвілі вперше виступив за збірну Грузії на Кубку Санта-Клауса в Угорщині. Він набрав мінімальні технічні бали, необхідні для змагань на всіх чемпіонатах ІСУ, і виграв золоту медаль, випередивши грузина Іраклія Майсурадзе, посівши перше місце в короткій та довільній програмах.
Моріс брав участь у чемпіонаті Європи 2017 року, який проходив у січні в місті Острава, Чехія. Він посів десяте місце у короткій та четверте у довільній програмі, що у підсумку дало йому можливість фінішувати шостим у загальному заліку.
У березні Квітелашвілі посів дев'ятнадцяте місце у короткій, одинадцяте у довільній програмі та тринадцяте загалом на чемпіонаті світу 2017 року в Гельсінкі, Фінляндія, завдяки чому, Грузія отримала квоту на Зимові Олімпійські ігри 2018 у Пхьончхані, Південна Корея.

### Сезон 2017—2018: Олімпійські ігри в Пхьончхані
Квітелашвілі брав участь у двох змаганнях Гран-прі, зайнявши п'яте місце на Кубку Ростелекома 2017 року та 6-е на Міжнародному чемпіонаті Франції 2017 року. Його запросили на захід у Росії замість Кейдзі Танаки. Він виграв медалі на обох змаганнях серії Challenger, здобувши срібло на CS Minsk-Arena Ice Star 2017 і золото на CS Golden Spin 2017 в Загребі.
У січні Квітелашвілі посів дванадцяте місце на чемпіонаті Європи 2018 року в Москві. Наступного місяця він був прапороносцем Грузії під час церемонії відкриття зимових Олімпійських ігор 2018 року в Пхьончхані, Південна Корея. Він кваліфікувався до вільної програми в одиночному розряді серед чоловіків і посів двадцять четверте місце в загальному заліку.

### Сезон 2018—2019
Розпочавши сезон зі змагання «Трофеї Ондрея Непели» 2018, Квітелашвілі посів четверте місце в короткій та третє у довільній програмі, зайнявши четверте місце в загальному заліку, менше ніж на півбала відстаючи від Кейджі Танаки. На своєму другому змаганні серії Challenger, Finlandia Trophy, він посів п'яте місце у короткій та третє у довільній програмі, завоювавши бронзову медаль у загальному заліку. На першому етапі Гран-прі в сезоні, Skate America 2018, він посів восьме місце в загальному заліку (зайняв одинадцяте місце в короткій програмі та 7 у довільній). На Кубку Ростелекома 2018 року він посів друге місце в обох програмах, здобувши срібну медаль, що стала його першою медаллю Гран-прі.
Квітелашвілі посів десяте місце на чемпіонаті Європи 2019 року і завершив сезон тринадцятим місцем на чемпіонаті світу 2019 року.

### Сезон 2019—2020: бронза на чемпіонаті Європи
Квітелашвілі четвертим розпочав сезон на CS Ondrej Nepela Memorial 2019, перш ніж виграти Denis Ten Memorial Challenge.
На своєму першому етапі Гран-прі сезону Квітелашвілі посів п'яте місце в обох програмах на Міжнародному чемпіонаті Франції 2019 року, зайнявши четверте місце в загальному заліку. Він був сьомим на Кубку Ростелекома 2019 року.
Квітелашвілі завоював бронзу на чемпіонаті Європи 2020 року, посів четверте місце в короткій програмі та третє у вільній програмі. Йому не вистачило 0,03 бала до срібної медалі, яку отримав Артур Данієлян. Він був першим грузином, який завоював медаль на чемпіонаті Європи.
Квітелашвілі мав узяти участь у Чемпіонаті світу 2020 року в Монреалі, але він був скасований через пандемію коронавірусу.

### Сезон 2020—2021
Оскільки пандемія продовжує впливати на міжнародні подорожі, ISU вирішила провести Гран-прі, в основному, виходячи з географічного розташування, і Квітелашвілі було призначено брати участь у Кубку Ростелекома 2020 року. Він виграв коротку програму, набравши майже 100 балів та став четвертим у довільній програмі. За сумою балів він здобув свою другу срібну медаль у «Ростелекома». Пізніше він сказав, що «щасливий, що все склалося, хоча не все вийшло у довільній програмі».
Квітелашвілі посів чотирнадцяте на чемпіонаті світу 2021 року в Стокгольмі та отримав квоту для Грузії на зимові Олімпійські ігри 2022 року в Пекіні.

### Сезон 2021—2022
Квітелашвілі розпочав олімпійський сезон на CS Lombardia Trophy 2021 року, де здобув бронзову медаль.
На етапі серії Гран-прі у Сочі він став найкращим за сумою двох програм та посів перше місце. Він став першим в історії грузинським фігуристом-одиночником, який досяг золотої медалі на змаганнях рівня ISU .

## Програми
| Сезон          | Коротка програма                        | Вільне катання            | Виставка |
| -------------- | --------------------------------------- | ------------------------- | -------- |
| 2013—2014 роки | - Інтерв'ю з вампіром Елліот Голденхарт | - Шерлок Холмс Ганц Зімер |          |

## Основні результати на змаганнях
GP: Гран-прі ; CS: Серія Challenger ; JGP: Гран-прі серед юніорів

### За Грузію
| Міжнародні змагання                               | Міжнародні змагання | Міжнародні змагання | Міжнародні змагання | Міжнародні змагання | Міжнародні змагання | Міжнародні змагання |
| Подія                                             | 16–17               | 17–18               | 18–19               | 19–20               | 20–21               | 21–22               |
| ------------------------------------------------- | ------------------- | ------------------- | ------------------- | ------------------- | ------------------- | ------------------- |
| олімпіади                                         |                     | 24-ий               |                     |                     |                     |                     |
| Світи                                             | 13-е                | 26-ий               | 13-е                | C                   | 14-й                |                     |
| європейці                                         | 6-й                 | 12-е                | 10-е                | 3-й                 |                     |                     |
| GP Франції                                        |                     | 6-й                 |                     | 4-й                 |                     |                     |
| Кубок GP                                          |                     | 5-й                 | 2-е                 | 7-й                 | 2-е                 |                     |
| GP Skate America                                  |                     |                     | 8-й                 |                     |                     |                     |
| GP Skate Canada                                   |                     |                     |                     |                     |                     | 6-й                 |
| CS Фінляндія                                      |                     |                     | 3-й                 |                     |                     |                     |
| CS Golden Spin                                    |                     | 1-й                 |                     | 2-е                 |                     |                     |
| CS Lombardia                                      |                     |                     |                     | 4-й                 |                     | 3-й                 |
| CS Ice Star                                       |                     | 2-е                 |                     |                     |                     |                     |
| CS Ондрей Непела                                  |                     |                     | 4-й                 |                     |                     |                     |
| Меморіал Денису Тену                              |                     |                     |                     | 1-й                 |                     |                     |
| Int. Кубок виклику                                | 3-й                 |                     |                     |                     | 7-й                 |                     |
| Шанхайський трофей                                |                     | 2-е                 |                     |                     |                     |                     |
| Кубок Босфору                                     |                     |                     | 1-й                 |                     |                     |                     |
| Кубок Діда Мороза                                 | 1-й                 |                     |                     |                     |                     |                     |
| Зимова Універсіада                                |                     |                     | 3-й                 |                     |                     |                     |
| Національні змагання                              |                     |                     |                     |                     |                     |                     |
| Чемпіон Грузії.                                   |                     | 1-й                 |                     |                     |                     |                     |
| TBD = призначено; WD = Знято; C = Подія скасована |                     |                     |                     |                     |                     |                     |

### За Росію
| Міжнародні змагання          | Міжнародні змагання | Міжнародні змагання | Міжнародні змагання | Міжнародні змагання | Міжнародні змагання | Міжнародні змагання |
| Подія                        | 10–11               | 11–12               | 12–13               | 13–14               | 14–15               | 15–16               |
| ---------------------------- | ------------------- | ------------------- | ------------------- | ------------------- | ------------------- | ------------------- |
| GP при Китаю                 |                     |                     |                     |                     |                     | 12-е                |
| Кубок GP                     |                     |                     |                     |                     | 12-е                |                     |
| CS Golden Spin               |                     |                     |                     |                     | 5-й                 | 5-й                 |
| CS Lombardia                 |                     |                     |                     |                     | 5-й                 |                     |
| CS Мордовська                |                     |                     |                     |                     |                     | 3-й                 |
| Зимова Універсіада           |                     |                     |                     | 5-й                 | 7-й                 |                     |
| Міжнародні змагання: юніор   |                     |                     |                     |                     |                     |                     |
| JGP Чехія                    |                     |                     |                     | 3-й                 |                     |                     |
| JGP Словаччина               |                     |                     |                     | 4-й                 |                     |                     |
| NRW Trophy                   |                     |                     | 3-й                 |                     |                     |                     |
| Національні змагання         |                     |                     |                     |                     |                     |                     |
| Чемпіон Росії.               |                     |                     |                     | 15-е                | 8-й                 | 12-е                |
| Чемпіон Росії серед юніорів. | 14-й                | 8-й                 | 14-й                | 3-й                 |                     |                     |
| J = молодший рівень          |                     |                     |                     |                     |                     |                     |

## Детальні результати
Малі медалі за короткі та довільні програми присуджуються лише на чемпіонатах ІСУ.
| Змагання                      | КП       | ДП        | Всього    |
| ----------------------------- | -------- | --------- | --------- |
| Сезон 2021–22                 |          |           |           |
| Skate Canada                  | 12 71.60 | 4 161.27  | 6 232.87  |
| CS Lombardia Trophy           | 4 76.52  | 2 159.66  | 3 236.18  |
| Сезон 2020–21                 |          |           |           |
| 2021 World Championships      | 21 74.66 | 12 157.15 | 14 231.81 |
| Challenge Cup                 | 6 69.94  | 7 135.18  | 7 205.12  |
| Rostelecom Cup                | 1 99.56  | 4 176.24  | 2 275.80  |
| Сезон 2019–20                 |          |           |           |
| Чемпіонат Європи 2020         | 4 82.77  | 3 163.94  | 3 246.71  |
| CS Golden Spin of Zagreb      | 2 81.10  | 4 155.55  | 2 236.65  |
| Rostelecom Cup                | 9 75.87  | 5 161.72  | 7 237.59  |
| Internationaux de France      | 5 78.79  | 5 157.59  | 4 236.38  |
| Меморіал Дениса Тена          | 1 88.00  | 1 156.98  | 1 244.98  |
| Lombardia Trophy              | 4 74.15  | 4 146.81  | 4 220.96  |
| Сезон 2018–19                 |          |           |           |
| Чемпіонат світу 2019          | 12 82.67 | 13 158.07 | 13 240.74 |
| Зимова універсіада 2019       | 5 82.71  | 2 175.31  | 3 258.02  |
| Чемпіонат Європи 2019         | 15 73.04 | 7 146.75  | 10 219.79 |
| Bosphorus Cup                 | 1 78.66  | 1 142.07  | 1 220.73  |
| Rostelecom Cup                | 2 89.94  | 2 158.64  | 2 248.58  |
| Skate America                 | 11 68.58 | 7 136.54  | 8 205.12  |
| CS Finlandia Trophy           | 5 77.52  | 3 153.67  | 3 231.19  |
| CS Ondrej Nepela Trophy       | 4 76.49  | 3 145.14  | 4 221.63  |
| Сезон 2017–18                 |          |           |           |
| Чемпіонат світу 2018          | 26 67.01 |           | 26 67.01  |
| Зимові Олімпійські ігри 2018  | 22 76.56 | 24 128.01 | 24 204.57 |
| Чемпіонат Європи 2018         | 7 76.24  | 14 133.73 | 12 210.47 |
| CS Golden Spin of Zagreb      | 6 76.24  | 1 160.34  | 1 236.58  |
| 2017 Internationaux de France | 4 86.98  | 8 153.52  | 6 240.50  |
| CS Minsk-Arena Ice Star       | 2 78.28  | 3 149.03  | 2 227.31  |
| Rostelecom Cup                | 8 80.67  | 5 169.59  | 5 250.26  |
| Сезон 2016–17                 |          |           |           |
| Чемпіонат світу 2017          | 19 76.34 | 11 162.90 | 13 239.24 |
| Чемпіонат Європи 2017         | 10 76.85 | 4 161.35  | 6 238.20  |
| Сезон 2015–16                 |          |           |           |
| Чемпіонат Росії               | 13 69.26 | 12 139.37 | 12 208.63 |
| Golden Spin of Zagreb         | 6 68.55  | 5 144.43  | 5 212.98  |
| Кубок Китаю                   | 11 66.92 | 12 125.16 | 12 192.10 |
| Mordovian Ornament            | 3 75.79  | 3 154.45  | 3 230.24  |
| Сезон 2014–15                 |          |           |           |
| Зимова Універсіада 2015       | 14 55.07 | 4 138.27  | 7 193.34  |
| Чемпіонат Росії               | 8 74.37  | 9 133.03  | 8 207.40  |
| Golden Spin of Zagreb         | 7 66.16  | 5 141.61  | 5 207.77  |
| Rostelecom Cup                | 12 62.24 | 12 112.01 | 12 174.25 |
| Lombardia Trophy              | 4 72.12  | 7 129.02  | 5 201.14  |

## Зовніші посилання
- Моріс Квітелашвілі на сайті Міжнародного союзу ковзанярів